# Porcupinychus linearifoliae
Porcupinychus linearifoliae är en spindeldjursart som beskrevs av Meyer 1988. Porcupinychus linearifoliae ingår i släktet Porcupinychus och familjen Tetranychidae. Inga underarter finns listade i Catalogue of Life.